# Dicranomyia debeauforti
Dicranomyia debeauforti là một loài ruồi trong họ Limoniidae. Chúng phân bố ở miền Australasia.